# Володушка веронская
Володу́шка веро́нская (лат. Bupleurum veronense) — вид двудольных растений рода Володушка (Bupleurum) семейства Зонтичные (Apiaceae). Растение впервые описано в 1780 году итальянским ботаником Антонио Туррой.

## Распространение
Распространён главным образом на юге Европы, на Балканском и Апеннинском полуостровах: в Италии, Боснии и Герцеговине, Греции, Хорватии и Черногории. Отдельные экземпляры встречаются в окрестностях Севастополя (до 2013 года вид не отмечался).

## Ботаническая систематика

### Синонимы
По данным The Plant List на 2013 год, в синонимику вида входят:
- Bupleurum aristatum Bartl.
- Bupleurum humile Vest ex Rchb.
- Odontea aristata Fourr.
- Odontites luteolus Spreng.